# Wapen van Oostburg
Het wapen van de stad en voormalige gemeente Oostburg is sinds de eerste officiële toekenning van het wapen één keer aangepast.

## Geschiedenis
Een wapen met een burcht, met hoornblazers, is al sinds 1276 bekend als wapen voor Oostburg. In het begin nog op stadszegels. 
Daar waar de burcht altijd op het wapen staat zijn andere onderdelen later toegevoegd. In de 15e eeuw werd naast de burcht een plant afgebeeld, later kwamen hier een zwaard en terras bij. Op een bodebus uit de 18e eeuw werden de burcht en het zwaard vergezeld van de letters O en B. Deze waren aan weerszijden van de toren geplaatst. 
Oostburg heeft tot het Vrije van Sluis behoord. Daarom is de gemeente later ook een wapen gaan voeren waarin de blauwe schuine balk staat. Deze blauwe schuine balk was ook het wapen van het Vrije. Andere gemeentes die een vergelijkbaar wapen voeren of voerden zijn: Cadzand, Groede, Heille, Schoondijke, Sint Kruis en Zuidzande. De heerlijkheden Breskens en Nieuwvliet waren wel onderdeel van het Vrije, maar voerden wel een eigen wapen.

## Blazoen
Omdat de gemeente Oostburg het wapen heeft laten aanpassen, zijn er twee blazoenen bekend.

### Wapen uit 1817
Het eerste wapen van Oostburg werd op 31 juli 1817 aan de gemeente toegekend, de beschrijving luidde toen:
Van zilver, beladen met een burg van sabel vergezeld en chef van een degen van zilver, de greep van goud, geplaatst en fasce. Het schild gedekt met een kroon van goud.
Dit houdt in dat het schild zilver van kleur is met daarop een zwarte burcht. Boven de burcht hangt een zwaard, het handvat is van goud. Het schild wordt gedekt door een gouden kroon.

### Wapen uit 1971
Het meest recente wapen werd op 19 februari 1971 aan de gemeente toegekend, na een fusie met een aantal omliggende gemeenten in 1970. De beschrijving van dit wapen luidde als volgt: 
In zilver een schuinbalk van azuur en een hartschild van zilver met een gekanteeld kasteel van sabel, bestaande uit een gedekte poort met deuren en twee zijtorens, boven de poort een toren en op de zijtorens twee gedekte hangtorentjes, waaruit twee toegewende horenblazers van natuurlijke kleur tevoorschijn komen, gekleed van keel en blazend op gouden horens. Het schild gedekt met een gouden kroon van drie bladeren en twee parels.
Het meest recente wapen is tevens het meest gecompliceerde. Het wapen is geheel van zilver met daaroverheen schuin een blauwe balk. De balk loopt van rechtsboven naar linksonder, voor de kijker is dat van linksboven naar rechtsonder. Hierop is een, eveneens zilverkleurig, hartschild aangebracht. Op het hartschild is een zwart gekanteeld kasteel geplaatst. Het kasteel heeft een gesloten poort en twee deuren, twee zijtorens en twee hangtorens met daken erop. Uit deze twee hangtorens komen twee hoornblazers van natuurlijke kleur. Zij zijn gekleed in rode kleding en blazen op gouden horens. Het schild wordt gedekt door een gouden kroon van drie bladeren en twee parels.

## Verwante wapens

Het wapen van Cadzand
Het wapen van Groede
Het wapen van Heille
Het wapen van Retranchement
Het wapen van Schoondijke
Het wapen van Sint Kruis
Het wapen van waterschap Het Vrije van Sluis
Het wapen van Zuidzande